# تنب بهره
تنب بهره مربوط به دوره ساسانیان - سده‌های اولیه دوران‌های تاریخی پس از اسلام است و در شهرستان لارستان، بخش بیرم، شهر بیرم، سمت راست خیابان روستایی (جاده بیرم، کریشکی)، انتهای بیرم واقع شده و این اثر در تاریخ ۱۸ شهریور ۱۳۸۷ با شمارهٔ ثبت ۲۳۴۰۵ به‌عنوان یکی از آثار ملی ایران به ثبت رسیده است.